# Aineades (Mythologie)
Als Aineades (altgriechisch Αἰνεάδης Aineádēs, latinisiert Aeneades) werden in der griechischen und römischen Mythologie die Nachkommen des trojanischen Heroen und Stammvaters der Römer Aeneas bezeichnet.
Als Anrede für Aeneas Sohn Ascanius findet sich der Name in Vergils Aeneis, wo der Name auch als Bezeichnung für die mit Aeneas reisenden Trojaner benutzt wird. Cassius Dio zitiert in seinem Geschichtswerk aus den Sibyllinischen Büchern, in denen die Gens Iulia auf Aeneas zurückgeführt und entsprechend bezeichnet wird. Als letzter Nachfahre erscheint hier der römische Kaiser Nero. Mehrere Schriftsteller nutzten den Namen als Bezeichnung für die Römer überhaupt.
Das die römische Geschichte behandelnde Drama Decius von Lucius Accius trug den Namen Aeneadae als Nebentitel.